# 베니 간츠

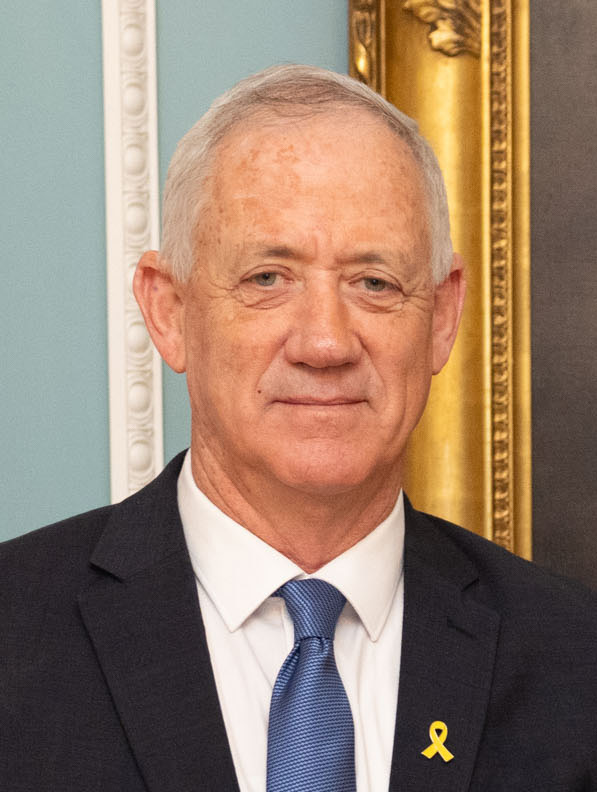
베니 간츠

베냐민 "베니" 간츠(히브리어: בנימין "בני" גנץ 빈야민 베니 간츠, 1959년 6월 9일 ~ )는 이스라엘의 정치인으로, 2011년부터 2015년까지 제20대 이스라엘 방위군 총참모장을 지냈다.
2018년 12월 이스라엘 회복당(이하 회복당)을 창당했으며, 이 당은 텔렘, 예쉬 아티드와 함께 청백연합(카홀라반; 이스라엘 국기색에서 유래)을 결성했다. 간츠의 청백연합은 총리의 임기 제한, 기소된 정치인의 국회의원 피선거권 박탈, 개헌을 통한 소수민족 권리 확대, 결혼 시 최고율법학자의 권리 제한, 조기교육 예산 투자, 의료 서비스 확대, 팔레스타인과 평화 협정 재협상을 공약하고 있다.
그는 처음에 요르단 강 서안지구에서 이스라엘군을 철군하는 등 친팔레스타인 및 친아랍 행보를 보이고, 두 국가 해법을 지지하며 이스라엘 아랍계 정당 공동 명단을 지지해 네타냐후 총리를 비판해왔다.